# Корытня (Черкасская область)
Коры́тня (укр. Коритня) — село в Уманском районе Черкасской области Украины. Административный центр Корытнянского сельского совета.
Население по переписи 2001 года составляло 1115 человек. Почтовый индекс — 19130. Телефонный код — 4746.

## Местный совет
19130, Черкасская обл., Монастырищенский р-н, с. Корытня, ул. Центральная, 15